# 四国軍管区
四国軍管区（しこくぐんかんく）は、大日本帝国陸軍の軍管区の一つ。昭和20年（1945年）6月12日に善通寺師管区司令部を四国軍管区司令部と改称し、四国地方の徳島・香川・愛媛・高知の四県に相当する地域を管轄した。

## 概要
この地域は、昭和19年（1944年）以前は西部軍の管轄区域である西部軍管区の一部であったが、第二次世界大戦最終局面の昭和20年（1945年）に大本営は帝国陸海軍作戦計画大綱を策定、2月1日に九州地方担当の作戦軍である第16方面軍を編成し西部軍を廃止した。
このため、四国地方を第15方面軍司令部が兼ねた中部軍管区司令部の管轄下に入れ、同年6月12日に善通寺師管区司令部を四国軍管区司令部と改称した。第55軍司令官原田熊吉中将が指揮し、天皇に直隷し四国地方の軍政を統括した。